# Історія СРСР (1922—1953)

## Керівники СРСР у 1922—1953 роках
Всі органи державної влади в СРСР, були під контролем комуністичної партії (до 1925 року вона називалася РКП(б), в 1925—1952 роках — ВКП(б), з 1952 роках — КПРС). Вищим органом партії був Центральний комітет (ЦК). Постійно діючими органами ЦК були Політбюро (з 1952 р. — Президія ЦК КПРС), Оргбюро (існувало до 1952 р.) і Секретаріат. Найважливішим з них було Політбюро. Його рішення мали сприйматися, як обов'язкові для виконання партійними, так i державними органами.
У зв'язку з питання про владу в країні все зводилося до питання про контроль над Політбюро. Майже всі члени Політбюро були рівні, але до 1924 року найавторитетнішим з них був В. І. Ленін, який був головним на засіданнях Політбюро. В період з 1922 року до своєї смерті в 1924 році Ленін тяжко хворів і, як правило, не міг брати ніякої участі в роботі Політбюро. C 1922 року до грудня 1925 року на засіданнях Політбюро був головним Л. Б. Каменєв.
З 1929 році члени Політбюро повністю підтримували Й. В. Сталіна, тому можна говорити саме про диктатуру Сталіна в цей період.
Офіційним главою держави в 1922—1946 роках був саме М. І. Калінін (з 1922 року по 1938 рік — голова ЦВК СРСР, з 1938 року — голова Президії Верховної Ради СРСР), а з 1946 року по 1953 рік — Н. М. Шверник (голова Президії Верховної Ради СРСР).
Головними в уряді країни були В. І. Ленін (голова РНК СРСР в 1923—1924 роках, через хворобу майже не виконував свої прямі обов'язки i його заступником на цій посаді був А. В. Риков), А. В. Риков (голова РНК СРСР в 1923—1930 роках), В. М. Молотов (Голова РНК СРСР в 1930—1941 роках) і Й. В. Сталін (Голова РНК СРСР в 1941—1946 роках, голова Ради Міністрів СРСР з 1946 по 1953 рік).

## 1922—1927 роки

### Внутрішня політика
В області економіки в ці роки тривала Нова економічна політика. З переходом до НЕПу був наданий імпульс розвитку підприємницької діяльності. Однак свобода підприємницької діяльності допускався лише до певної міри. Приватні підприємці в промисловості обмежувалися виробництвом товарів широкого споживання, видобутком і переробкою певних видів сировини, виготовленням самих простих знарядь праці; в торгівлі — посередництвом між дрібними товаровиробниками і реалізацією товарів приватної промисловості; на транспорті — організовувалося перевезення місцевих дрібних партій вантажу.
В цілях недопущення концентрації приватного капіталу, держава використовувала такий діючий інструмент як податки. У 1924—1925 господарському році податки почали поглинати від 35 до 52 % всього доходу приватних промисловців. Середніх та великих приватних промислових підприємств у перші роки непу було дуже мало. У 1923/1924 році у складі цензової промисловості (тобто промислових підприємств кількість робітників було не менше ніж 16 при наявності механічного двигуна і не менше 30 — без двигуна) приватні підприємства давали малу частку, всього 4,3 % продукції.
Більшу частину населення країни становили селяни. Вони зазнавали постійних страждань від диспропорцій у співвідношенні регульованих державою цін на товари промислового характеру, а також сільськогосподарські товари («ножиці цін»). Селяни, незважаючи на велику потребу в товарах промислового виробництва, не мали змоги їх купувати через занадто високі ціни. Так, до війни селянин, щоб сплатити вартість плуг, повинен був продати 6 пудів пшениці, а в 1923 р. — 24 пуди; вартість сінокосарки за той же період зросла з 125 пудів зерна до 544. У 1923 році через зниження заготівельних цін на найважливіші зернові культури та надмірне підвищення відпускних цін на товари промислового характеру виникли труднощі з їх збутком.
До лютого 1924 року. було ясно, що селяни здавати хліб державі за совзнаки відмовляються. 2 лютого 1924 року II З'їзд Рад СРСР ухвалив ввести в обіг стійку валюту загальносоюзного зразка. Декрет ЦВК і РНК СРСР від 5 лютого 1924 року оголошував про випуск державних казначейських квитків СРСР. З 14 лютого 1924 року було припинено друкування совзнаков, а з 25 березня — випуск їх в обіг.
XIV з'їзд ВКП(б) наприкінці 1925 року проголосив курс на індустріалізацію країни. З 1926 року в СРСР починають розроблятися варіанти першого п'ятирічного плану. Народний комісар фінансів СРСР Р. Я. Сокільників та інші фахівці його відомств (з якими сходилися на думці економісти Н. Д. Кондратьєв і Н. П. Макаров) вважали, що найголовнішим завданням є розвиток сільського господарства до самого високого рівня. На їх думку, тільки на базі зміцнів і піднявся до «заможності» сільського господарства, здатного вдосталь нагодувати населення, виникли умови для розширення промисловості.
Один із планів, розроблений фахівцями Держплану СРСР, передбачав розвиток всіх галузей, що виробляють предмети широкого вжитку, і ті засоби виробництва, потреба в яких носила масовий характер. Економісти цього напряму доводили, що всюди в світі інтенсивний промисловий розвиток починався саме з цих галузей.
У 1920-ті роки тривали політичні репресії проти есерів і меншовиків, котрі не відмовлялися від своїх переконань. Також піддавалися репресіям колишні дворяни (детальніше дивись статтю Політичні репресії 1920-х років в СРСР).

### Боротьба за владу в партії
Наприкінці 1922 року Політбюро ЦК РКП(б), не враховуючи хворого В. І. Леніна, складалася з 6 осіб — Й. В. Сталіна, Л. Д. Троцького, Г. О. Зінов'єва, Л. Б. Каменєва, О. І. Рикова і М. П. Томського.
Й. В. Сталін, Г. О. Зінов'єв і Л. Б. Каменєв організували «трійку», засновану на протидію Троцькому, до якого вони ставилися негативне з часів громадянської війни (тертя між Троцьким і Сталіним почалися з приводу оборони Царицина і між Троцьким і Зинов'євим з приводу оборони Петрограда, Каменєв майже у всьому підтримував Зінов'єва). Томський, будучи лідером профспілок негативно ставився до Троцькому з часів т. зв. «дискусії про профспілки».
Троцький спричиняв опір. У жовтні 1923 року він направив листа в ЦК і ЦКК (Центральну контрольну комісію) з вимогою посилити демократії в партії. Тоді ж його прихильники направили в Політбюро т. зв. «Заяву 46-ти». «Трійка» тоді й показала свою міць, головним чином використовуючи ресурс апарату ЦК, керованого Й. В. Сталіним (апарат ЦК мав змогу впливати на підбір кандидатів у делегати на партійні з'їзди та конференції). На ХІІІ конференції РКП(б) прихильники Троцького були засуджені. Вплив Сталіна сильно зріс.
21 січня 1924 року Ленін помер. «Трійка» об'єдналася з М. І. Бухаріним, О. І. Риковим, Томським та В. В. Куйбишевим, утворивши в Політбюро (куди включили членом Бухаріна і кандидатом у члени Куйбишева) т. зв. «сімку». Пізніше, на серпневому пленумі ЦК 1924 року ця «сімка» стала навіть офіційним органом, хоча секретним і позастатутним.
Важким виявився для Сталіна XIII з'їзд РКП(б). Перед початком з'їзду вдова Леніна Н. К. Крупська передала «Лист до з'їзду». Воно було оголошено на засіданні Ради старійшин (неуставного органу, що складається з членів ЦК і керівників місцевих партійних організацій). Сталін на цьому засіданні вперше заявив про відставку. Каменєв запропонував вирішити питання голосуванням. Більшість висловилися за залишення Сталіна на посту генсека, проти голосували тільки прихильники Троцького. Потім було проголосовано пропозицію, що документ має бути оприлюднений на закритих засіданнях окремих делегацій, при цьому ніхто не мав права робити записи і на засіданнях з'їзду на «Заповіт» було посилатися не можна. Таким чином «Лист до з'їзду» навіть не згадувалося у матеріалах з'їзду. Вперше воно було проголошено М. С. Хрущовим на XX з'їзді КПРС у 1956 році. Пізніше цей факт використовувався опозицією для критики Сталіна і партії (стверджувалося, що ЦК «приховав» «заповіт» Леніна). Сам Сталін (у зв'язку з цим листом кілька разів ставив перед пленумом ЦК питання про свою відставку) ці звинувачення відкидав.
Через два тижні після з'їзду, де майбутні жертви Сталіна Зінов'єв i Каменєв використали весь свій вплив, щоб залишити його на посаді, Сталін відкрив вогонь по своїм же союзникам. Спочатку він скористався помилкою («нэпмановская» замість «нэповская» в цитаті з Леніна у Каменєва:

…читав у газеті доповідь одного з товаришів на XIII з'їзді (здається Каменєва), де чорним по білому написано, що черговим гаслом нашої партії є ніби перетворення «Росії непманівської» в Росію соціалістичну. Причому, — що ще гірше, — це дивне гасло приписується ні кому іншому, як самому Леніну

Саме в тій же доповіді Сталін звинуватив Зінов'єва, не називаючи його імені, в принципі «диктатури партії», висунутому ще на XII з'їзді, причому саме ця теза була зафіксована в резолюції з'їзду i сам Сталін голосував за нього. Основними союзниками Сталіна в «сімці» стали Риков і Бухарін.
Новий розкол намітився в Політбюро в жовтні 1925 року, коли Зінов'єв, Каменєв, Г. Я. Сокільників і Крупська представили документ, який критикував лінію партії з «лівою» точки зору. (Зінов'єв керував ленінградськими комуністами, Каменєв московськими, а серед робітничого класу великих міст, який жив гірше, ніж до першої світової війни, було сильне невдоволення низькою зарплатою і зростанням цін на с/г продукцію, що призводило до вимогу натиску на селянство і особливо на куркульство). «Сімка» розпалася. В той момент Сталін став об'єднуватися з «правими» Бухаріним-Риковим-Томським, выражавшими інтереси насамперед селянства. На початку внутріпартійній боротьбі між «правими» і «лівими» він надавав їм сили партійного апарату, вони ж (саме Бухарін) виступали в якості теоретиків.
«Нова опозиція» Зінов'єва і Каменєва була засуджена на XIV з'їзді.
До того часу виникла теорія перемоги соціалізму в одній країні. Цей погляд розвивали Сталін у брошурі «До питань ленінізму» (1926) і Бухарін. Вони розділили питання про перемогу соціалізму на дві частини — питання про повну перемогу соціалізму, тобто про можливість побудови соціалізму і повної неможливості реставрації капіталізму внутрішніми силами, і питання про остаточну перемогу, тобто неможливості реставрації завдяки втручанню західних держав, що було б виключено лише шляхом встановлення революції на Заході.
Троцький не вірить у соціалізм в одній країні, і тому приєднався до Зінов'єва і Каменева. Утворилася так звана «Об'єднана опозиція». Вона була остаточно розгромлена після влаштованих прихильниками Троцького демонстрацій з нагоди 10-річчя Жовтневої революції 7 листопада 1927 року в Москві і Ленінграді.
XV з'їзд ВКП(б) (грудень 1927 року) намітив заходи щодо соціалістичної реконструкції сільського господарства, посилення планових начал, обмеження капіталістичних елементів міста і села. Одночасно з цим йшла розробка Першого п'ятирічного плану.
Наприкінці 1927 року почався «криза хлібозаготівель», що виразилися в різкому зниженням поставок хліба селянами. З одного боку, зберігалися тверді закупівельні ціни на зерно, а з іншого — селянство не мало можливості здобувати промислові товари. Селяни вимагали підвищення закупівельних цін на хліб. Це призвело до розбіжностей всередині правлячої партійної угруповання, очолюваної Сталіним і Бухаріним. Прихильники Сталіна бачили корінь проблеми в посиленні кулака і непмана, перейнявши фактично гасла розгромленої раніше Лівої опозиції, і схилялися до проведення «надзвичайних заходів». У свою чергу, прихильники Бухаріна прагнули до проведення політики поступок селянству.
В середині лютого 1928 року «Правда» писала: «Кулак підняв голову!». Вже 14 і 24 грудня 1927 року по регіональним організаціям були розіслані секретні директиви ЦК з вимогами під що б то ні стало збільшити обсяг хлібозаготівель. Оскільки ці директиви не виконувались в повній мірі, були відправлені ще кілька розпоряджень. У їх числі, у директиві від 14 січня йшлося про рішення ЦК «натиснути по-звірячому на наші парторганізації» і треба було заарештовувати «спекулянтів, кулачків та інших дезорганізаторів ринку і політики цін».
В якості теоретичного обґрунтування проведених заходів Сталін висуває тезу про загострення в країні класової боротьби. На квітневому Пленумі ВКП(б) була одноголосно прийнята резолюція «Про хлібозаготівлі поточного року та про організацію хлібозаготівельної кампанії на 1928-29 рік». У відповідності з резолюцією «ЦК повинен був прийняти ряд заходів, в тому числі і екстраординарного порядку», щоб «паралізувати загрозу загальногосподарського кризи і забезпечити не тільки постачання хлібом міст, але і відстояти взятий партією темп індустріалізації країни».
На проведеному в липні 1928 року Пленумі ЦК ВКП(б) прихильники Бухаріна різко виступили проти проведених урядом заходів. Риков вимагав відмови від політики, спрямованої проти куркуля, що у підсумку було прийнято. ЦК виступив проти реквізицій продовольства у селян і насильницьких хлібних позик. Крім того, було вирішено підняти на 20 % закупівельні ціни на хліб, що було різко відкинуто раніше.
18 вересня 1928 року, в «Правді» була опублікована стаття Сталіна «Комінтерн про боротьбу з правими ухилами». Доповідь про небезпеку «правого ухилу» був зачитаний Сталіним на Пленумі Московського комітету і Московської контрольної комісії ВКП(б) в жовтні 1928 року. Це стало початком відкритого конфлікту Сталіна зі своїми колишніми прихильниками по правлячій групі — Бухаріним, Риковим, Томським та Миколою Углановым (тоді — першим секретарем Московського комітету партії). В Одинадцяту річницю Жовтневої революції прозвучали офіційні гасла, раніше колишні гаслами Лівої опозиції: «Небезпека праворуч!», «Вдаримо по кулаку!», «Зігнемо непмана!», «Прискоримо індустріалізацію!».
На квітневому Пленумі ЦК і ЦКК (1929 року) Сталін заявив, що «вчора ще особисті друзі, тепер розходимося з ним в політиці». Пленум завершив «розгром групи Бухаріна», а сам Бухарін був знятий з посад. Після відмови «покаятися», 17 листопада 1929 року Бухарін був виведений з Політбюро. Риков визнавав свої «помилки» і заявив, що буде вести рішучу боротьбу проти всіх уклонів від генеральної лінії партії і, перш за все, проти правого уклону". Але в 1930 р. і він був виведений із Політбюро і знятий з поста голови Раднаркому СРСР. Тоді ж був виведений зі складу Політбюро і Томський.
З початку 1930-х проводилася колективізація сільського господарства — об'єднання всіх селянських господарств в централізовані колгоспи. В значній мірі ліквідація прав власності на землю була наслідком рішення «класового питання». Крім того, згідно з панівними тоді економічними поглядами, великі колгоспи могли працювати більш ефективно завдяки застосуванню техніки і поділу праці. Індустріалізація, яка в силу очевидної необхідності було розпочато зі створення базових галузей важкої промисловості, не могла ще забезпечити ринок потрібними для села товарами. Постачання міста через нормальний товарообмін порушилося, продподаток в натурі був у 1924 році замінено на грошовий. Виникло замкнене коло: для відновлення балансу потрібно було прискорити індустріалізацію, для цього потрібно збільшити приплив села продовольства, продуктів експорту та робочої сили, а для цього було потрібно збільшити виробництво хліба, підвищити його товарність, створити на селі потреби в продукції важкої промисловості (машинах). Ситуація ускладнювалася знищенням в ході революції основи товарного виробництва хліба в дореволюційній Росії — великих поміщицьких господарств, і потрібен був проект створення чого-небудь, що їх заміняє.
Проведена Сталіним політика індустріалізації вимагала великих коштів і обладнання, одержуваних від експорту пшениці та інших товарів за кордон. Період історії радянської Росії з 1925 року по 1932 рік іменується істориками «Золотою Блокадою»: починаючи з 1925 року Західні країни (читай «колиски демократії»: США, Британія і Франція) продавали СРСР новітнє обладнання та технології того часу тільки на початку, за ліс, нафту і зерно, а з 1930 року тільки за зерно.
Колективізація стала катастрофою для сільського господарства: за офіційними даними, валові збори зерна знизилися з 733,3 млн ц у 1928 році до 696,7 млн ц в 1931-32 рр. Врожайність зерна в 1932 році становила 5,7 ц/га проти 8,2 ц/га в 1913 році. Валова сільськогосподарська продукція становила в 1928 році 124 % у порівнянні з 1913 роком, в 1929—121 %, в 1930—117 %, в 1931—114 %, в 1932—107 %, в 1933—101 % Тваринницька продукція становила в 1933 році 65 % рівня 1913 року. Але за рахунок селян виріс на 20 % збір товарного зерна, настільки необхідного країні для індустріалізації.
.
Не маючи, на відміну від Росії початку століття, іноземних кредитів як важливого джерела коштів, СРСР міг вести індустріалізацію лише за рахунок внутрішніх ресурсів. Впливова група (член Політбюро М. І. Бухарін, голова Раднаркому О. І. Риков і голова ВЦРПС М. П. Томський) відстоювали «щадний» варіант поступового накопичення коштів через продовження Непу. Л. Д. Троцький — форсований варіант. І. в. Сталін спочатку стояв на точці зору Бухаріна, однак після виключення Троцького з ЦК партії наприкінці 1927 р. поміняв свою позицію на діаметрально протилежну. Це призвело до вирішальної перемоги прихильників форсованої індустріалізації.

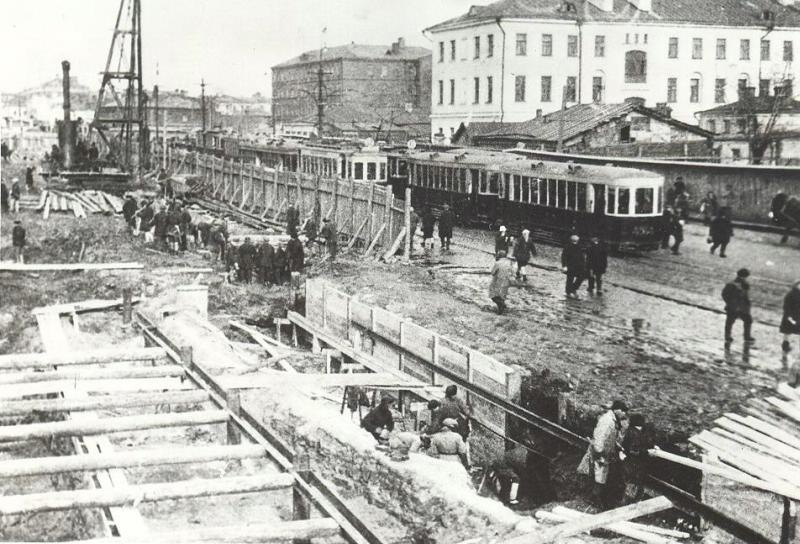
Будівництво першої лінії московського метро

За 1928—1940 роки, за оцінками ЦРУ, середньорічне зростання валового національного продукту в СРСР становив 6,1 %, що поступалася Японії, було порівняно з відповідним показником у Німеччині і було істотно вище зростання у найбільш розвинених капіталістичних країнах, що переживали «Велику депресію». Згідно з іншими розрахунками, середньорічні темпи приросту ВВП протягом 1928-40 рр. склали: 3-4 % за оцінками К. Кларка і А. Бергсона, близько 4,6 % за розрахунками В. А. Мельянцева, 5,9 % за даними М. Харрісона, 6,3 % за розрахунками Р. Аллена. За розрахунками МДУ імені М. В. Ломоносова, ВВП СРСР в той період зростав по 14-15 % в рік. Проте, якими б не були відмінності в оцінках темпів економічного зростання, незаперечним є той факт, що в результаті індустріалізації за обсягом промислового виробництва СРСР вийшов на перше місце в Європі і друге в світі, обігнавши Англію, Німеччину, Францію і поступаючись лише США. Частка СРСР у світовому промисловому виробництві досягла майже 10 %. Особливо різкий стрибок був досягнутий у розвитку металургії, енергетики, верстатобудуванні, хімічної промисловості. Фактично виник цілий ряд нових галузей: алюмінієва, авіаційна, автомобільна промисловість, виробництво підшипників, тракторо — і танкобудування . Одним з найважливіших результатів індустріалізації стало подолання технічної відсталості й утвердження економічної незалежності СРСР.
Питання про те, наскільки ці досягнення сприяли перемозі у Великій Вітчизняній війні, залишається предметом дискусій. У радянський час була прийнята точка зору, що індустріалізація і довоєнне переозброєння зіграли вирішальну роль. Критики звертають увагу на те, що до початку зими 1941 р. була окупована територія, на якій до війни проживало 42 % населення СРСР, видобувалося 63 % вугілля, виплавлялося 68 % чавуну і т. д. Як пише Лельчук, «перемогу довелося кувати не з допомогою цього потужного потенціалу, який був створений в роки прискореної індустріалізації». Однак цифри говорять самі за себе. Незважаючи на те що в 1943 р. СРСР виробляв лише 8,5 млн тонн сталі (порівняно з 18,3 млн тонн у 1940 р.), в той час як німецька промисловість в цьому році виплавляла більше 35 млн тонн (включаючи захоплені в Європі металургійні заводи), незважаючи на колосальні втрати від німецького вторгнення, промисловість СРСР змогла зробити набагато більше озброєння, ніж німецька. У 1942 р. СРСР перевершив Німеччину з випуску танків в 3,9 рази, бойових літаків в 1,9 рази, гармат всіх видів в 3,1 рази. При цьому швидко удосконалювалася організація і технологія виробництва: в 1944 р. собівартість всіх видів продукції скоротилася порівняно з 1940 р. у два рази. Рекордного військового виробництва вдалося досягти за рахунок того, що вся нова промисловість мала подвійне призначення. Промислово-сировинна база передбачливо розміщувалася за Уралом та Сибіром, в той час як на окупованих територіях виявилася переважно дореволюційна промисловість. Чималу роль зіграла евакуація промисловості в райони Уралу, Поволжя, Сибіру і Середню Азію. Тільки протягом перших трьох місяців війни було переміщено 1360 великих (в основному, військових) підприємств .
Незважаючи на стрімку урбанізацію починаючи з 1928 р. до кінця життя Сталіна більшість населення, як і раніше, проживали в сільській місцевості, віддалених від великих промислових центрів. З іншої сторони, одним з результатів індустріалізації було формування партійної і робочої еліти. Саме через урахування цих обставин, зміна життєвого рівня протягом 1928—1952 рр. характеризується такими особливостями (докладніше див. нижче):
Сталінські методи індустріалізації, колективізація в селі, ліквідація приватної торгової системи привели до значного зниження фонду споживання і, як наслідок, рівень життя по всій країні. Бурхливе зростання міського населення привело до погіршення житлового положення; знову пройшла смуга «ущільнень», які прибули з села робочих селили в бараках. До кінця 1929 карткова система була поширена майже на всі продовольчі товари, а потім і промислові. Однак навіть за картками можна було отримати необхідний пайок, і в 1931 році були введені додаткові «ордера». Продукти неможливо було купити, не простоявши у величезних чергах.

## 1934—1938 роки
Картки на хліб, крупи і макарони були скасовані з 1 січня 1935 року, а на інші (в тому числі непродовольчі) товари з 1 січня 1936. Це супроводжувалося підвищенням зарплат у промисловому секторі і ще більшим підвищенням державних пайкових цін на всі види товарів. Коментуючи скасування карток, Сталін виголосив ставшу згодом крилатою фразу: «Жити стало краще, жити стало веселіше».
В цілому рівень споживання на душу населення зріс на 22 % між 1928 і 1938 роках. Однак цей ріст був найбільшим серед групи партійної і робочої еліти який зовсім не торкнулася більшості населення сіл, або більше половини населення країни.

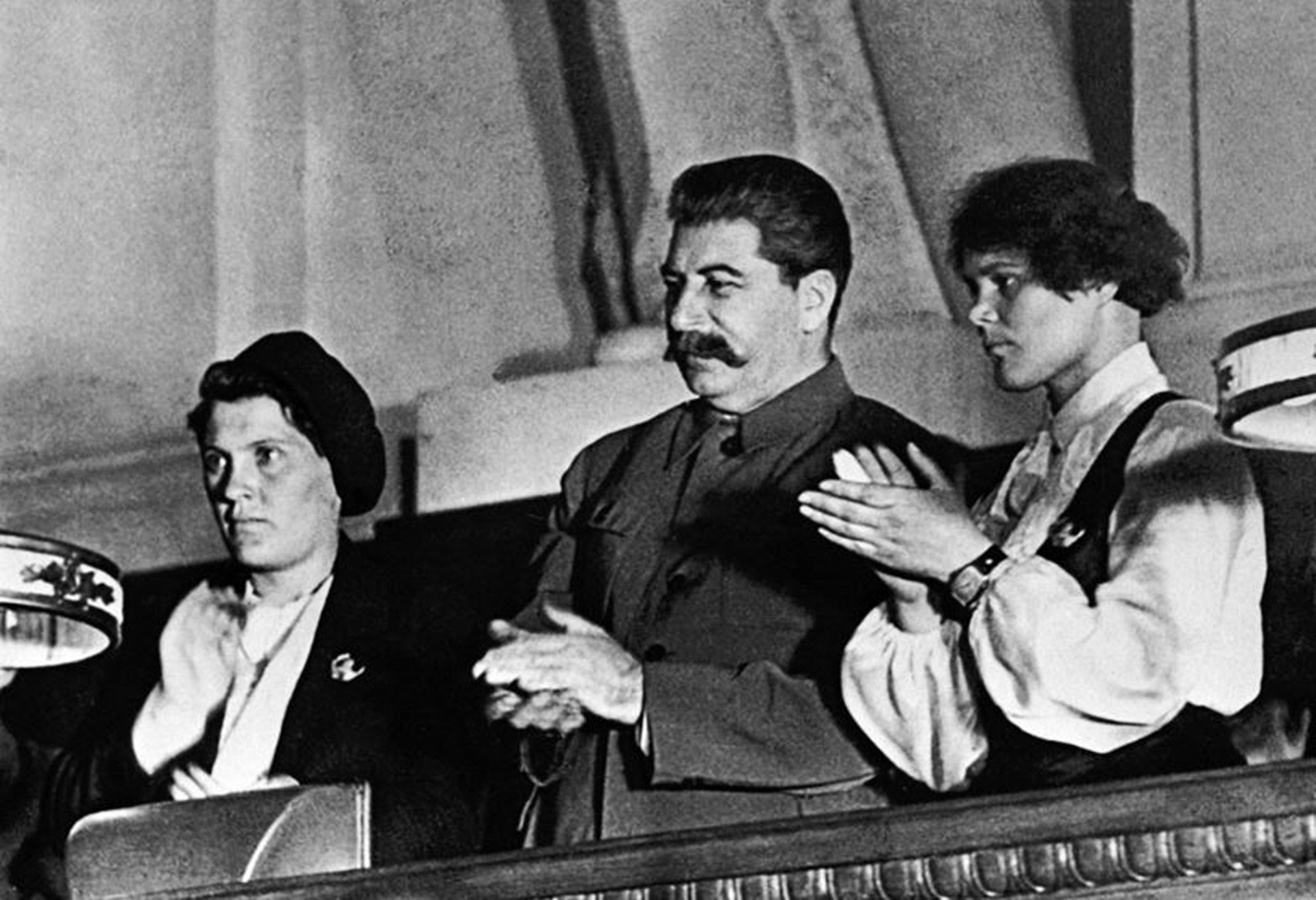
Генеральний секретар ВКП(б) В.Ст. Сталін (в центрі), знатна трактористка, організатор першої жіночої тракторної бригади в СРСР Парасковія Ангеліна (ліворуч) і новатор сільськогосподарського виробництва, колгоспниця-буряковод Марія Демченко (праворуч) у президії X з'їзду ВЛКСМ (11-21 квітня 1936 р.)

До середини 1930-х років яскраво проглядається роль пропагандистської машини у зміцненні сталінського режиму. Пропаганда створила культ особи Сталіна. Пропаганда мал змогу зробити з лиха подвиг, як це сталося з порятунком пароплава «Челюскін» в 1934 р., коли всі льотчики, які рятували челюскінців, стали першими Героями Радянського Союзу. Пропаганда максимально використовувала інтерес до перельоту екіпажу Чкалова з Москви на Далекий Схід у 1936 році, до перельоту екіпажу Чкалова з Москви через Північний полюс в США в 1937 р., до першої в світі радянської дрейфуючій полярній станції в 1937-38 роках. Також пропаганда звеличувала трудові подвиги простих люде, як Олексій Стаханов або Парвсковія Ангеліна, які купалися в променях слави.

## Сталінські репресії
Після початку примусової колективізації сільського господарства і прискореної індустріалізації наприкінці 1920-х — початку 1930-х років, було встановлення диктатури Сталіна та завершення створення тоталітарного режиму в СРСР у цей період політичні репресії стали масовими.
Нескінченні до смерті Сталіна репресії досягали особливої жорстокості в період «Великого терору» 1937—1938 років, називався також «ежовщиной». В цей період сотні тисяч людей були розстріляні і відправлені в табори Гулагу за сфальсифікованим звинуваченням у вчиненні політичних злочинів.

## Демографічні зміни
В результаті голоду, репресій і депортацій, смертність понад «нормального» рівня в період 1927—1938 рр. склала, за різними оцінками, від 4 до 12 млн осіб.
Населення незважаючи на це продовжувало зростати, так за 29 років перебування у владі чисельність населення СРСР збільшилася на 60 млн чоловік.. Це пояснюється низьким ступенем урбанізації радянської держави того періоду, так як 60 % населення сталінського СРСР були селяни, а в аграрній країні завжди народжуваність вища, ніж в урбанізованому.
Темпи зростання населення за час правління Сталіна сповільнювалися, так, зокрема, перепис населення 1937 року — була заборонена і оголошена шкідницькою саме тому, що вона показала низькі темпи зростання населення між 1926-м і 1937-м роком, що було наслідком сталінської колективізації та голоду 1932—1933 років і низького рівня життя в 30-ті роки. Організатори цього перепису були оголошені «шкідниками».
У своєму інтерв'ю радіо «Ехо Москви» Олег Будницкий наводив такі факти: «У 1940 році очікувана тривалість життя в СРСР у чоловіків становила 38,6 року, у жінок — 43,9 року. У Росії, в РРФСР картина була ще більш гнітюча: очікувана тривалість життя чоловіків становила 35,7 року, у жінок-41,9 року. Це трошки краще, ніж у 1900 році на 3-4 роки»[неавторитетне джерело].
Судячи з наведеними показниками, у 1930-ті рр. очікувана тривалість життя знизилася, адже ще в 1926—1927 рр. в СРСР вона досягала 44 років. При цьому слід враховувати, що в цілому за період правління Сталіна тривалість життя в СРСР значно виросла, оскільки у 1953—1954 рр. вона становила вже 63 роки. Високий рівень охорони здоров'я, закладений за Леніна і Сталіна, і далі стимулював збільшення тривалості життя: в 1958—1959 рр. вона становила 68 років. Таким чином, порівняно з дореволюційною Росією середня тривалість життя до кінця 50-х рр. збільшилася більш ніж удвічі (у 1897—1898 рр. в Російській імперії люди жили в середньому по 32 роки).

## Зовнішня політика СРСР в 1930-ті роки

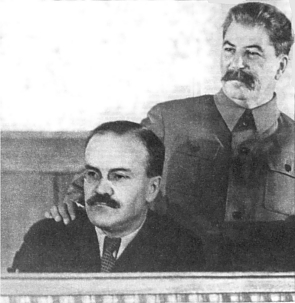
Молотов і Сталін

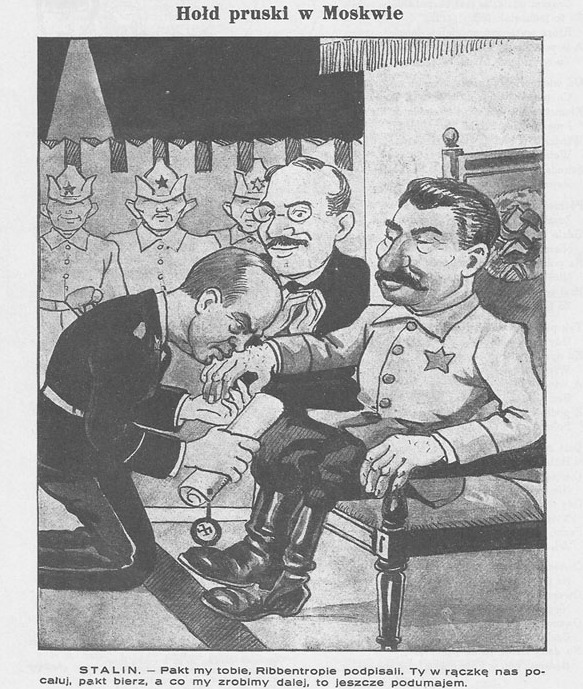
«Прусський васалітет в Москві». Карикатура з польської газети «Муха», 8 вересня 1939. Підпис: «Пакт ми тобі, Ріббентроп підписали. Ти ручку нам поцілуй, пакт візьми, а що ми будемо далі робити — це ми ще подумаємо»

Після приходу Гітлера до влади Сталін різко змінив традиційну радянську політику: якщо раніше вона була скерована на союз з Німеччиною проти версальської системи, а по лінії Комінтерну — на боротьбу з соціал-демократами як головним ворогом (теорія «соціал-фашизму» — особиста установка Сталіна), то тепер вона полягала у створенні системи «колективної безпеки» в складі СРСР і колишніх країн Антанти проти Німеччини та союзі комуністів з усіма лівими силами проти фашизму (тактика «народного фронту»). Ця позиція спочатку не була послідовною: у 1935 р. Сталін, стривожений німецько-польським зближенням, таємно пропонує Гітлеру пакт про ненапад, але отримує відмову. Після цього політика «колективної безпеки», яка відстаювалася Литвиновим, виявляється безальтернативною. Втім, при цьому Сталін вимагав від дипломатів не давати ніяких певних зобов'язань партнерів. Проте Франція і Англія побоювалися СРСР і сподівалися «умиротворити» Гітлера, що проявилося в історії «мюнхенської змови» і надалі у провалі переговорів між СРСР та Англією, Францією про військове співробітництво проти Німеччини. Негайно після Мюнхена, восени 1938 року Сталін робить натяки в бік Німеччини на бажаність поліпшення взаємних відносин по торговельній частині. 1 жовтня 1938 року Польща в ультимативній формі зажадала від Чехії передати їй Тешинську область, предмет територіальних суперечок між нею та Чехословаччиною в 1918—1920 рр. А в березні 1939 року Німеччина окупувала частину, яка залишилася Чехословаччині. 10 березня 1939 року Сталін робить доповідь на XVIII з'їзді партії, в якому так формулює мету радянської політики:
«1.Проводити і надалі політику миру і зміцнення ділових зв'язків з усіма країнами.

2. …Не давати втягнути в конфлікти нашу країну провокаторам війни, звиклим згрібати жар чужими руками.»

Це було відзначено німецьким посольством як натяк на небажання Москви виступати в якості союзників Англії і Франції. У травні з посади голови НКЗС був зміщений Литвинов — єврей і затятий прихильник курсу «колективної безпеки» — і замінений Молотовим. У керівництві Німеччині це було розцінено як сприятлива ознака.

### Зовнішня політика СРСР в 1939—1940 роках

Розділ сфер інтересів у Східній Європі за Договором про ненапад між Німеччиною і Радянським Союзом.
Зліва — передбачуваний, праворуч — фактичний. Оранжево-коричневим кольором зображені території, що відходять і відійшли до СРСР, блакитним — відійшли до Рейху, фіолетовим — окуповані Німеччиною (Варшавське генерал-губернаторство і протекторат Богемія і Моравія)

До 1939 р. міжнародна ситуація різко загострюється через претензії Німеччини до Польщі, Англія та Франція на цей раз виявляють готовність вступити у війну з Німеччиною, намагаючись залучити до союзу СРСР. Влітку 1939 р. Сталін, підтримуючи переговори про союз з Англією і Францією, паралельно починає переговори з Німеччиною. Як відзначають історики, натяки Сталіна в бік Німеччини посилювалися в міру того, як псувалися стосунки між Німеччиною та Польщею і зміцнювалися — між Британією, Польщею і Японією. Звідси робиться висновок, що політика Сталіна носила не стільки прогерманський, скільки антибританський і антипольський характер; Сталіна категорично не влаштовувало старе статус-кво, в можливість повної перемоги Німеччини та встановлення її гегемонії в Європі він, за власними словами, не вірив.
23 серпня 1939 року між СРСР і Німеччиною був укладений договір про ненапад. До договору додавався таємний додатковий протокол про розмежування сфер обопільних інтересів у Східній Європі на випадок «територіально-політичного перевлаштування».
У ніч на 17 вересня 1939 року СРСР почав Польський похід під входили до складу Польщі Західну Україну і Західну Білорусію (включаючи район Білостока), а також Віленський край, які відповідно до секретного додаткового протоколу були віднесені до сфери інтересів СРСР. 28 вересня 1939 року СРСР уклав з Німеччиною Договір про дружбу і кордони, яким була зафіксована, приблизно по «лінії Керзона», «кордон між обопільними державними інтересами на території колишньої Польської держави» [Архівовано 23 грудня 2008 у Wayback Machine.]. У жовтні 1939 р. Західна Україна увійшла до складу УРСР, Західна Білорусь увійшла до складу УРСР, Віленський край був переданий Литві.
В кінці вересня — початку жовтня 1939 року з Естонією, Латвією та Литвою, які відповідно до секретного додаткового протоколу до Договору про ненапад між Німеччиною і Радянським Союзом були віднесені до сфери інтересів СРСР, були укладені договори, згідно з якими на територіях цих держав були розміщені радянські військові бази.
5 жовтня 1939 року СРСР запропонував Фінляндії, яка теж згідно з секретним додатковим протоколом до Договору про ненапад між Німеччиною і Радянським Союзом була віднесена до сфери інтересів СРСР, розглянути можливість укладання з СРСР пакту про взаємодопомогу. Переговори були розпочаті 11 жовтня, однак Фінляндія відхилила пропозиції СРСР за пактом, так і по оренді та обміну територій. 30 листопада 1939 року СРСР почав війну з Фінляндією. Ця війна 12 березня 1940 року завершилася підписанням Московського мирного договору, який зафіксував ряд територіальних поступок з боку Фінляндії. Розгром Фінляндії — не був досягнутий, а втрати радянських військ були надто великі в порівнянні з планами, предполагавшими легку і швидку перемогу малими силами. Престиж Червоної Армії як сильного супротивника був підірваний. Це справило сильне враження зокрема на Німеччину і підштовхнуло Гітлера до ідеї напасти на СРСР.

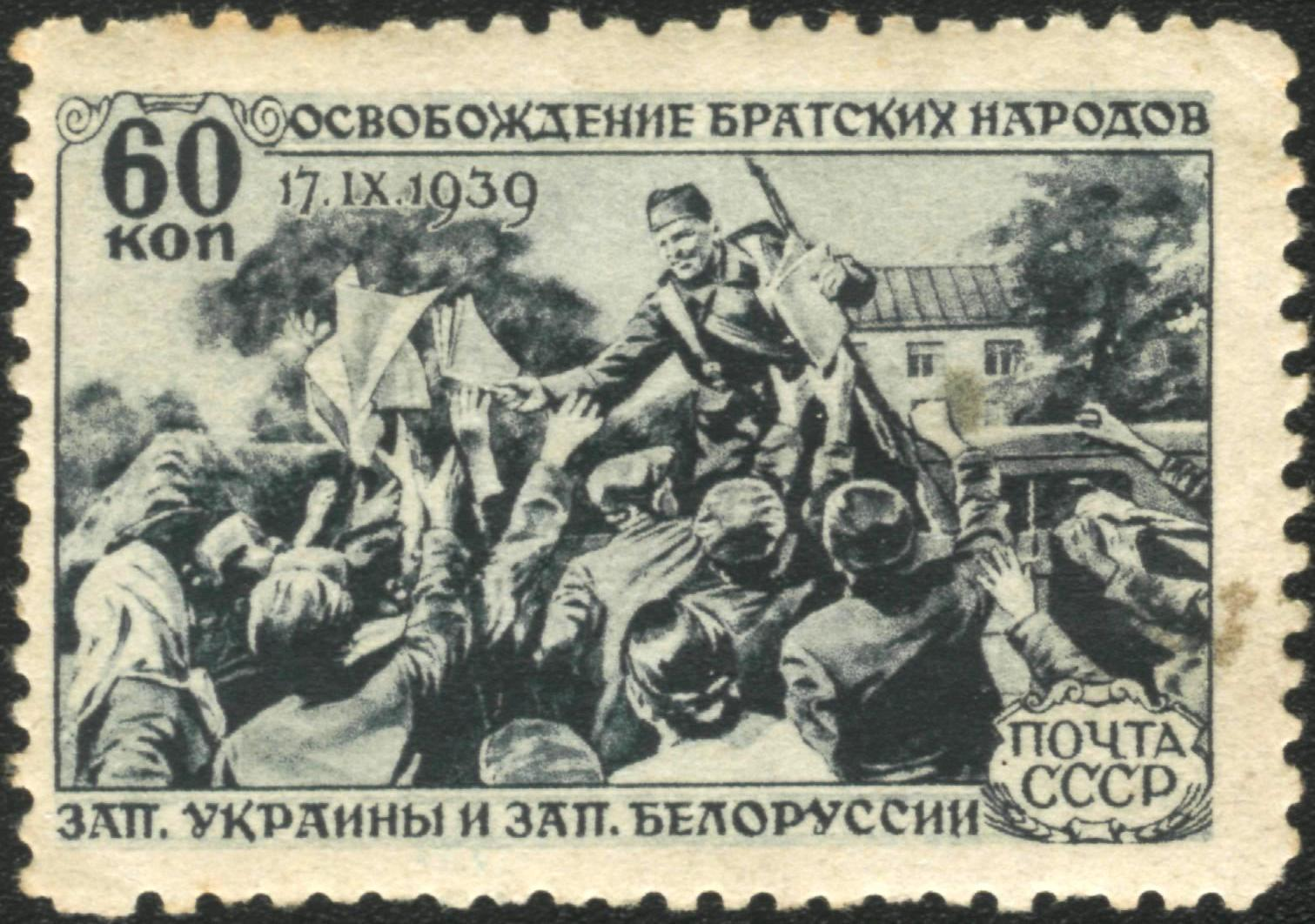
Марка СРСР «Звільнення братніх народів Зх. України та Зх. Білорусії»

У більшості держав, також як і в СРСР до війни, недооцінювали фінську армію, а головне — потужність укріплень «лінії Маннергейма», і вважали, що вона не може чинити серйозного опору. Тому «довга метушня» з Фінляндією була сприйнята як показник слабкості і непідготовленість Червоної Армії до війни.
14 червня 1940 р. радянський уряд пред'явив ультиматум Литві, а 16 червня — Латвії та Естонії. В основних рисах зміст ультиматумів співпадав — від цих держав вимагалося привести до влади дружні СРСР уряду і допустити на територію цих країн додаткові контингенти військ. Умови були прийняті. 15 червня радянські війська увійшли в Литву, а 17 червня — в Естонію і Латвію. Нові уряду зняли заборони на діяльність комуністичних партій і призначили позачергові парламентські вибори. На виборах у всіх трьох державах перемогу здобули прокомуністичні Блоки (Спілки) трудового народу — єдині виборчі списки, допущені до виборів. Новообрані парламенти вже 21-22 липня проголосили створення Естонської РСР, Латвійської РСР і Литовської РСР і прийняли Декларацію про входження в СРСР. 3-6 серпня 1940 р., згідно з рішеннями ці республіки були насильно прийняті до складу Радянського Союзу. (докладніше див. Приєднання Прибалтики до СРСР (1939—1940)).
Після початку німецької агресії проти СРСР влітку 1941 року невдоволення жителів Прибалтики радянським режимом стало причиною їх збройних нападів на радянські війська, що сприяло просуванню німців до Ленінграду.
26 червня 1940 СРСР зажадав від Румунії передачі йому Бессарабії і Північної Буковини. Румунія погодилася з цим ультиматумом і 28 червня 1940 року на територію Бессарабії і Північної Буковини були введені радянські війська (докладніше див. Приєднання Бессарабії до СРСР). 2 серпня 1940 року на VII сесії Верховної Ради СРСР був прийнятий Закон про утворення союзної Молдавської Радянської Соціалістичної Республіки. До складу Молдавської РСР були включені: місто Кишинів, 6 з 9 повітів Бессарабії (Бєльцький, Бендерський, Кагульський, Кишинівський, Оргеевский, Сорокский), а також місто Тирасполь і 6 з 14 районів колишньої Молдавської АРСР (Григоріопольський, Дубоссарський, Каменський, Рибницький, Слободзейський, Тираспольський). Інші райони АМСРР, а також Аккерманський, Ізмаїльський і Хотинський повіти Бессарабії відійшли до Української РСР. У склад Української РСР також увійшла Північна Буковина.
Німеччина в листопаді 1940 року запропонувала Радянському Союзу приєднатися до Троїстого пакту і увійти в число членів держав «Осі». Радянський уряд дав згоду за умови віднесення до сфери інтересів СРСР Румунії, Болгарії і Туреччини, проте ці вимоги були відкинуті німецькою стороною.
До самого початку Великої Вітчизняної війни СРСР мав з Німеччиною серйозне економічне і військово-технічне співробітництво.

## Друга Світова війна
22 червня 1941 р. раптовим нападом Німеччини почалася Велика Вітчизняна війна. Спочатку Німеччина та її союзники змогли досягти великих успіхів і захопити величезні території, однак так і не змогли оволодіти Москвою, в результаті чого війна набула затяжного характеру. В ході переломних битв під Сталінградом і Курськом радянські війська перейшли в наступ і розгромили німецьку армію, переможно завершивши війну у травні 1945 року взяттям Берліна.

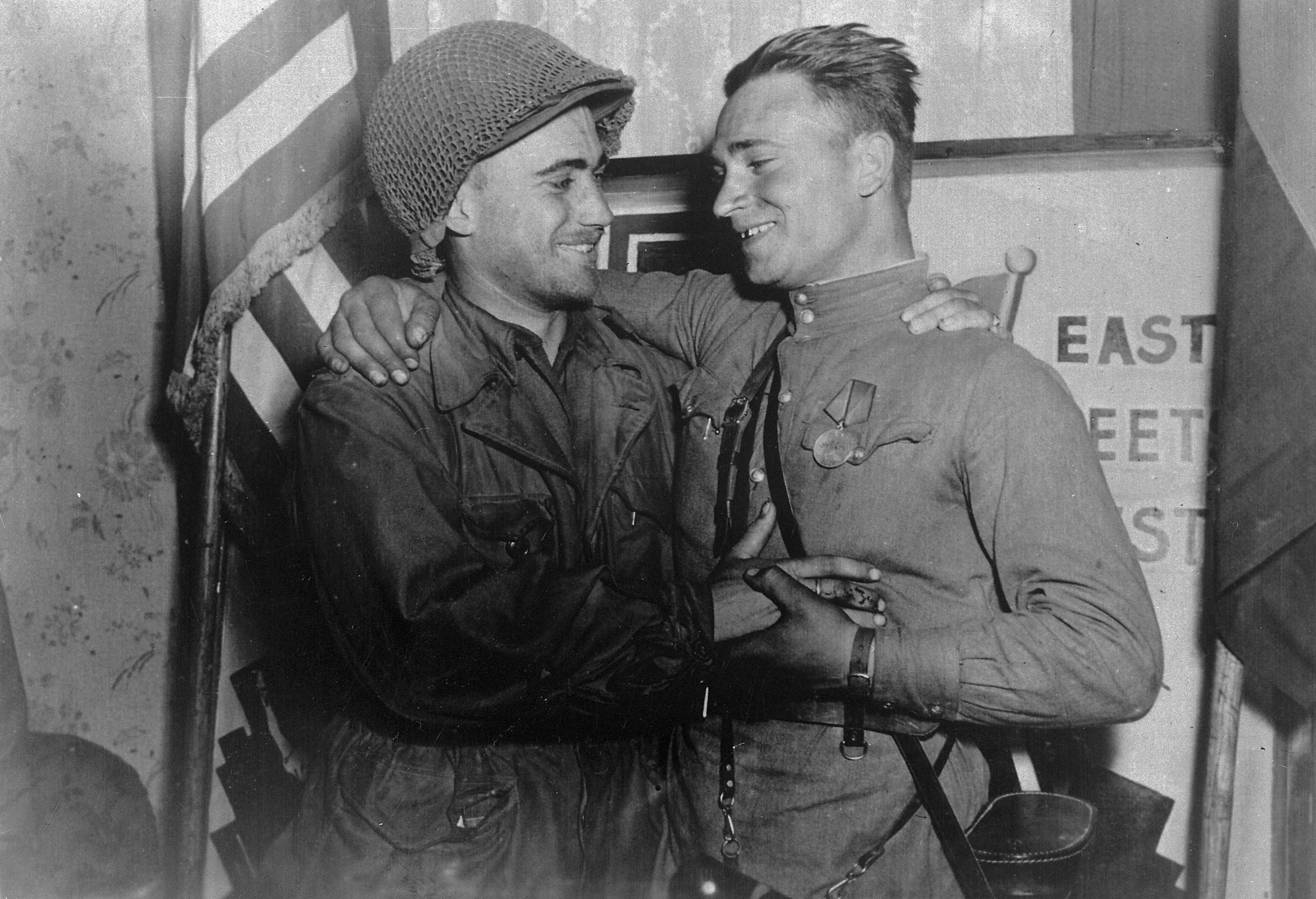
Щасливі 2-й лейтенант У.Робертсон і лейтенант А. С. Сильвашко на тлі напису «Схід зустрічається із Заходом», що символізує історичну зустріч союзників на Ельбі.

В 1944 році до складу СРСР увійшла раніше незалежна Тува, а в 1945 році, в результаті бойових дій проти Японії, були захоплені Південний Сахалін і Курильські острови. Також в 1945 р. до складу СРСР увійшли Закарпаття і частина Східної Пруссії, на території якої була утворена Калінінградська область.
Всього в ході воєнних дій і внаслідок окупації в СРСР загинуло до 30 млн чоловік.

## 1946—1953 роки

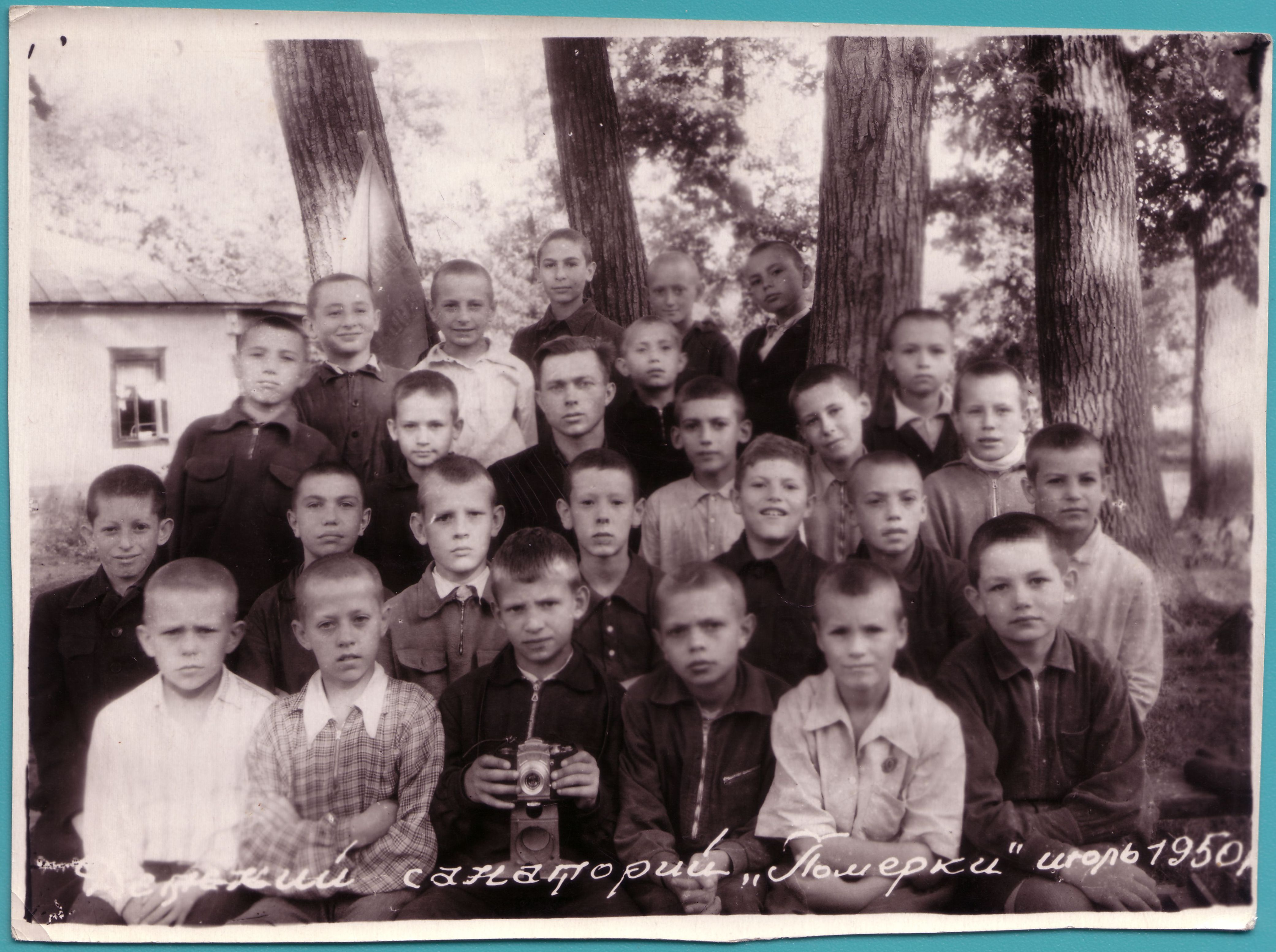
Десятирічні радянські діти, які пережили війну. Харків, 1950

Незабаром після закінчення війни були проведені масові репресії серед вищого командного складу Збройних сил СРСР. Так, у 1946—1948 роках за т. з. «трофейною справою» був арештований і відданий суду цілий ряд великих воєначальників з найближчого оточення Маршала Радянського Союзу Г. К. Жукова, серед яких — Головний маршал авіації А. А. Новіков і генерал-лейтенант К. Ф. Телегін.
Ідеологічний розкол між комуністичною доктриною, якою керувався СРСР, і демократичними принципами, якими керувалися «буржуазні» країни, забутий на час війни проти спільного ворога, неминуче вийшов на перший план у міжнародних відносинах. У звільнених Радянською Армією державах східної Європи при відкритій підтримці Сталіна до влади прийшли прорадянськи орієнтовані комуністичні сили, що пізніше увійшли в економічний і військовий союз з СРСР у його протистоянні з США і блоком НАТО. Післявоєнні протиріччя між СРСР і США на Далекому Сході призвели до Корейській війні, в якій взяли пряму участь радянські льотчики і зенітники.
Поразка Німеччини та її сателітів у війні в корні змінила співвідношення сил у світі. СРСР перетворився в одну з провідних світових держав, без якої, за словами В. М. Молотова, не мав вирішувати жодного питання міжнародного життя.
За роки війни могутність США зросла ще більше. Їх валовий національний продукт піднявся на 70 %, а економічні та людські втрати були майже мінімальними. Ставши за роки війни в міжнародного кредитора, США отримало можливість розширити свій економічний і політичний вплив на інші країни та народи.
Все це призвело до того, що замість співпраці в радянсько-американських відносинах наставав час взаємної конкуренції і протистояння. Радянський Союз сильно турбувала ядерна монополія США у перші повоєнні роки. Америка бачила свою загрозу в безпеці зростання впливу СРСР у світі. Всі ці фактори призвели до початку «холодної війни». До 1949 року атомна бомба з'явилася і в СРСР.
Наприкінці 1940-х в СРСР посилювалася патріотична пропаганда, яка супроводжувалася новими репресіями в ході кампанії «боротьби з космополітизмом». Органи держбезпеки жорсткими заходами придушували націоналістичні рухи, які активно відчувалися на території Прибалтики, Західної України («лісові брати», Українська повстанська армія).
Цілі наукові напрями, такі, як генетика та кібернетика, були оголошені «буржуазними» й заборонені, в цих областях СРСР вже після десятиліть так і не зміг вийти на світовий рівень.. На думку істориків, багато вчених, наприклад, академік Микола Вавилов і інші були репресовані за безпосередньої участі Сталіна. Ідеологічні нападки на кібернетику також могли позначитися на розвитку тісно пов'язаної з нею галузі інформатики, проте опір догматиків у підсумку було подолано завдяки позиції військових і членів АН СРСР.
Перша радянська ЕОМ М-1 була збудована в травні-серпні 1948 року, однак ЕОМ продовжували створюватися і далі, незважаючи на гоніння на кібернетику. Повністю була розбита російська генетична школа яка була однією з кращих у всьому світі. При Сталіні державною підтримкою користувалися саме такі напрямки, які були піддані різкому засудженню в післясталінський період (зокрема, т. н. «лисенківщина» в біології).
Після війни та голоду 1946—1947 років, в 1947 році карткова система була скасована, хоча безліч товарів залишалися дефіцитом. Також у грудні 1947 року була проведена грошова реформа, що мала конфіскаційний характер (саме такий характер мали грошові реформи в країнах Європи в 1944—1948 роках) і яка постуово ліквідувала наслідки війни в грошовому обігу. Одночасно з реформою відбулося перше в післявоєнний період зниження роздрібних цін на товари масового споживання. Потім в 1948—1953 роках ціни продовжували щорічно знижуватися. Зниження цін дещо покращило рівень життя радянських людей. У 1952 році сама собі вартість хліба склала 39 % від ціни кінця 1947 року, молока — 72 %, м'яса — 42 %, цукру — 49 %, вершкового масла — 37 %. Як зазначалося на XIX з'їзді КПРС, в цей же час ціна на хліб виросла на 28 % у США, на 90 % в Англії, у Франції — більш ніж удвічі; вартість м'яса в США зросла на 26 %, в Англії — на 35 %, у Франції — на 88 %. Якщо у 1948 році реальні зарплати в середньому були на 20 % нижче довоєнного рівня, то в 1952 р. вони вже перевищували довоєнний рівень на 25 % і майже вийшли на рівень 1928 р. Серед селян реальні доходи навіть у 1952 р. залишалися на 40 % нижче рівня 1928 року.

Радянська пропаганда заявляла про зростання соціалістичної економіки на тлі кризи у капіталістичних країнах

На думку ряду економістів (Валентин Катасонов), зниження цін ставало можливим завдяки зростанню продуктивності праці і зниження собівартості виробленої продукції. Так, в четвертій п'ятирічці (1946—1950 рр.) Собівартість промислової продукції знизилася на 17,0 %, а в п'ятій (1951—1955 рр.) — на 23,3 %. У цьому полягав противитратний механізм сталінської моделі економіки, що зумовили в цілому успішний розвиток народного господарства і зокрема зниження цін. Відповідно до іншої позиції (Олег Хлевнюк), зниження цін було обумовлене 4 чинниками. Перший фактор — у людей не було грошей, і це дозволяло державі знижувати ціни, не тиснула грошова маса на ринок. Другий фактор — одночасно були дуже різко підвищені податки. Третій фактор — були введені так звані позики добровільні, які як мінімум дорівнювали одній місячній зарплаті. Четвертий фактор — в магазинах були відсутні товари. Забезпечувалася тільки Москва і великі міста. 40 % всього м'яса йшло на ці міста. Саме зниження цін супроводжувалося безліччю листів простих громадян такого змісту: «Звичайно, товариш Сталін, велике вам спасибі, що ви знизили ціни, але нас це ніяк не гріє, тому що ми все одно нічого купити не можемо — у нас-то нічого немає».
Згідно Олегу Хлевнюку, селяни при Сталіні зовсім не їли м'яса, а взуття могли придбати раз в 3 роки. Саме так по секретним зведенням цифри ЦСУ, які готувалися для керівництва країни, в тому числі і для Сталіна, середній радянська людина могла собі дозволити в день з'їсти півкіло хліба, півкіло картоплі, 400 г молока, 40 г м'яса і одну або дві ложки цукру, причому більше нічого в раціон не входило. Селяни ж в свою чергу харчувалося ще гірше. Д. і. н. Олег Будницкий зазначає, що в матеріальному, фізіологічному сенсі, життя у Радянському Союзі при Сталіні, було жахливе, люди постійно недоїдали. Село перебувало в дикій кризі. На рік смерті Сталіна, 60 % населення країни становили селяни, які існували на межі жебрацтва, т. к. працювали на державу безкоштовно, були прив'язані, оскільки не мали документів жили тільки за рахунок того, що вели присадибне господарство з якого виплачували величезні податки. Найяскравіший приклад — це ситуація з м'ясом. Так, в 1952 році, напередодні смерті Й. В. Сталіна, м'яса вироблялося менше, ніж у 1928 році, незважаючи на те, що населення зросло доволі відчутно.
Середній рівень життя населення у віддалених від великих міст і спеціалізувалися на рослинництві регіонах, тобто більшості із всього населення країни, до початку війни так і не вийшли на показники 1929 року. Саме у рік смерті Й. В. Сталіна середня калорійність добової дієти працівника в сільськогосподарській сфері становив на 17 % нижче рівня 1928 року. Дореволюційний рівень харчування населення в калоріях був досягнутий тільки наприкінці 50-х — початку 60-х років.